# سومرکال
سومرکال (به آلمانی: Sommerkahl) یک شهر در آلمان است که در آشافنبورگ واقع شده‌است. سومرکال ۱٬۱۷۱ نفر جمعیت دارد.